# Mickaël Solvi
Mickaël Solvi, né le 11 janvier 1987 à Cayenne, est un footballeur français, international guyanais. Il évolue au poste d'attaquant à Loyola OC en R1 guyanaise et avec la sélection de Guyane.

## Biographie
Né à Cayenne en Guyane, Mickaël Solvi rejoint la Métropole à 15 ans, en sport études à Mérignac. Il est formé au Tours FC puis au Toulouse FC, où il fait partie du groupe des 18 ans nationaux qui remporte la Coupe Gambardella en 2005. Il passe ensuite une saison au Stade lavallois. Il poursuit sa carrière senior en Guyane.
Lors du premier match de la phase finale de la Coupe caribéenne des nations 2014, Solvi inscrit le but égalisateur à la dernière minute du match contre les champions en titre cubains.